# Świat RNA

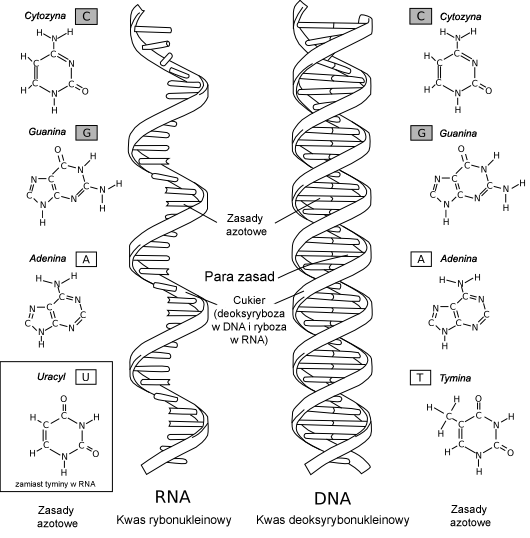
Porównanie kwasu rybonukleinowego (RNA) i kwasu deoksyrybonukleinowego (DNA).

Świat RNA – hipotetyczna faza rozwoju życia, w której RNA było zarówno nośnikiem genów, jak i pełniło rolę enzymów. Niewykluczone, że świat RNA był poprzedzony światem WWA.

## Problem
We współczesnych komórkach nośnikiem informacji genetycznej jest DNA, a rolę enzymów pełnią białka. Jednak białka nie potrafią się same powielać, a duplikacja DNA nie zachodzi nigdy samoistnie, a wymaga wielu enzymów: DNA potrzebuje białka, a białka potrzebują DNA. W związku z tym problemem trudno było zbudować jakikolwiek wiarygodny model pochodzenia życia.

## RNA zamiast DNA
Jednak to nie DNA jest matrycą, na bazie której powstają białka. DNA jest najpierw kopiowane na RNA, a następnie RNA służy jako matryca syntezy białek. Ponieważ RNA można podobnie jak DNA kopiować, łatwo wyobrazić sobie organizm, w którym materiał genetyczny jest przechowywany pod postacią RNA, a DNA w ogóle nie występuje. Twory egzystujące w ten sposób istnieją – są nimi retrowirusy, takie jak wirus HIV.
Z używaniem RNA jako nośnika genów wiąże się poważny problem – chociaż kopiowanie RNA jest możliwe, w procesie tym pojawia się o wiele więcej błędów, niż w kopiowaniu DNA. To stanowi jednak doskonały argument za wtórnością DNA – życie pierwotnie miało posiadać geny w postaci RNA, a później dopiero „wynalazło” DNA jako skuteczniejszy środek przechowywania informacji genetycznej.

## RNA zamiast białka
We współczesnej komórce występuje zarówno kodujące RNA (takie, które posłuży jako matryca syntezy białek) oraz różne typy niekodującego RNA. Jednym z typów RNA jest tRNA, uczestniczące jako antymatryca w syntezie białek – pasująca cząsteczka tRNA powiązana z odpowiednim aminokwasem przyłącza się w rybosomie do aktualnie przetwarzanego fragmentu matrycy (mRNA), po czym aminokwas ten jest dołączany do syntezowanego białka, a tRNA zostaje uwolnione.
Jednak komórka posiada wiele innych typów niekodującego RNA – RNA podobnie jak białka, a w przeciwieństwie do DNA, potrafi katalizować reakcje chemiczne. Niektóre cząsteczki RNA służą w komórce za enzymy; we współczesnej komórce zwykle nie są one zbudowane wyłącznie z RNA, lecz stanowią kompleksy RNA i białka, ale centrum aktywne znajduje się w cząsteczce RNA i w niektórych przypadkach wykazuje ona słabsze działanie katalityczne również bez białka. Do enzymów RNA, czyli tzw. rybozymów, należy wiele z najważniejszych i ewolucyjnie najstarszych enzymów komórki, odpowiedzialnych za takie funkcje jak synteza białek (rybosomowe RNA) oraz różne funkcje związane z kopiowaniem i naprawą DNA. Rybozymy uczestniczą też w kontroli ekspresji genów i pełnią kilka innych funkcji (zobacz też: ryboprzełącznik).
Chociaż we współczesnej komórce dominują enzymy białkowe, można sobie wyobrazić, że na początku życia RNA pełniło również rolę katalityczną, a białka powstały dopiero później. Do najważniejszych argumentów za tą kolejnością należy ten, że enzymy uczestniczące w syntezie białek są zbudowane z RNA.
Hipoteza istnienia jednego rodzaju cząsteczki zdolnej zarówno do katalizy, jak i samopowielania się jest bardzo atrakcyjna. Można pójść też dalej i spekulować, że cząsteczki RNA mogły stanowić pierwotne przedkomórkowe życie.
W 2001 zsyntetyzowano pierwsze cząsteczki RNA o aktywności polimerazy, dzięki czemu hipoteza świata RNA zyskała silny argument. Jedna z nich, o długości 165 nukleotydów powielała matrycę o długości 14 nukleotydów z dokładnością 98,5%.

## Sceptycyzm
O ile, co do wtórności DNA panuje konsens, z koncepcją świata RNA wiąże się wiele problemów.
RNA, choć może być katalizatorem, jest katalizatorem raczej słabym (w porównaniu do białek). Wierność przekazywania informacji genetycznej w porównaniu do DNA jest mniejsza. Cząsteczki RNA są dość niestabilne i stosunkowo łatwo ulegają hydrolizie.